# Glena alpinata
Glena alpinata är en fjärilsart som beskrevs av Mcdunnough 1938. Glena alpinata ingår i släktet Glena och familjen mätare. Inga underarter finns listade i Catalogue of Life.